# Reguliere lokale ring
In de commutatieve algebra, een deelgebied van de abstracte algebra, is een reguliere lokale ring een commutatieve Noetherse ring waarvan het maximale ideaal voortgebracht kan worden door een aantal elementen gelijk aan de dimensie van de ring. Een willekeurige ring heet regulier, als alle lokaliseringen ervan reguliere lokale ringen zijn. 
Jean-Pierre Serre definieert een reguliere ring als een commutatieve Noetherse ring van eindige globaal homologische dimensie en laat zien dat dit is gelijkwaardig is aan de bovenstaande definitie. Voor reguliere ringen, komt de krull-dimensie overeen met de globale homologische dimensie. 
Voorbeelden van reguliere ringen zijn onder andere lichamen/velden (van dimensie nul) en Dedekind-domeinen. Als {\displaystyle A} regelmatig is, dan is {\displaystyle A[x]}, met een dimensie die één groter is dan die van {\displaystyle A}, dit ook.

## Referentie
- Jean-Pierre Serre, Local algebra (Lokale algebra), Springer-Verlag, 2000, ISBN 3-540-66641-9. Hfdst.IV.D.